# Nagytálya
Nagytálya là một thị trấn thuộc hạt Heves, Hungary. Thị trấn này có diện tích 13,19 km², dân số năm 2010 là 860 người, mật độ 65 người/km².